# Garéguine Ier Hovsepian
Pour les articles homonymes, voir Garéguine Ier Sarkissian et Hovsepian.
Garéguine Ier Hovsepian (en arménien Գարեգին Ա Հովսեփյան), né au Karabagh le 17 décembre 1867 et mort à Antélias le 21 juin 1952, est un catholicos de la Grande Maison de Cilicie, à la tête du catholicossat du même nom de 1943 à 1952.
Auparavant archevêque et primat de l'Église apostolique arménienne pour l'Amérique du Nord, cet auteur reconnu développe fortement les activités culturelles du catholicossat.